# Elecciones parlamentarias de Cabo Verde de 2021
Las elecciones parlamentarias de Cabo Verde de 2021  tuvieron lugar el domingo 18 de abril del mencionado año con el objetivo de renovar los 72 escaños de la Asamblea Nacional para su décima legislatura por el período 2021-2026. Fueron las novenas elecciones desde la independencia de Cabo Verde, las décimas desde la instauración del sufragio universal y los séptimos comicios parlamentarios desde el advenimiento del multipartidismo. Las elecciones se realizaron en el marco de la pandemia de COVID-19, el segundo proceso electoral realizado en Cabo Verde desde el comienzo de la pandemia, luego de las municipales del año anterior. Los casos de COVID-19 se triplicaron en el país durante el mes en que tuvo lugar la elección, alcanzando su mayor pico de toda la pandemia.
La campaña electoral estuvo marcada por las consecuencias de la pandemia, que afectó severamente la economía del país, cada vez más dependiente del turismo después de un prolongado período de sequías en los años previos a la llegada del COVID-19.
El oficialista Movimiento para la Democracia (MpD) revalidó su mayoría absoluta con un 50,02% de los votos válidos y 38 escaños parlamentarios, garantizando la reelección del primer ministro Ulisses Correia e Silva para un segundo mandato, si bien esto implicó un ligero retroceso con respecto a las elecciones de 2016 y la pérdida de dos diputados. El socialista Partido Africano de la Independencia de Cabo Verde (PAICV), principal partido de la oposición, sufrió una segunda derrota consecutiva bajo el liderazgo de Janira Hopffer Almada con un 39,55% de los votos y 30 bancas (solo una más que en 2016) y perdió en casi todos los distritos electorales del archipiélago (con la excepción de Fogo y las tres circunscripciones de la diáspora caboverdiana). Hopffer dimitió como consecuencia de la derrota. Por su parte, la conservadora Unión Caboverdiana Independiente y Democrática (UCID) demostró su tercer crecimiento electoral consecutivo con el 9,01% de los votos y alcanzando 4 bancas en el distrito de São Vicente, apenas un escaño por debajo de lo requerido para poder formar un grupo parlamentario propio, la mayor representación parlamentaria obtenida por un tercer partido desde la democratización de Cabo Verde. Otros tres partidos presentaron listas, que no presentaron listas en todos los distritos, fracasaron en acceder al legislativo.
Las elecciones se caracterizaron por una elevada abstención, que alcanzó el 42,57% del electorado registrado. La participación cayó de este modo ocho puntos y medio con respecto a 2016, lo que constituyó la segunda caída consecutiva desde 2011. Los diputados electos asumieron el 19 de mayo y Austelino Tavares Correia, que había encabezado la lista del MpD en la circunscripción de Santiago Norte, sucedió a Jorge Pedro Maurício dos Santos como presidente del cuerpo.

## Antecedentes
Las elecciones parlamentarias de marzo de 2016, últimas realizadas bajo el mandato de José María Neves, pusieron fin a quince años de gobierno del Partido Africano de la Independencia de Cabo Verde (PAICV), con una victoria para el Movimiento para la Democracia (MpD), liderado por Ulisses Correia e Silva, que se convirtió en el quinto primer ministro del país. Tan solo seis meses más tarde, el MpD logró el triunfo más aplastante de su historia en las elecciones municipales de septiembre, arrebatando al PAICV seis de los ocho gobiernos locales que controlaba y quedándose con el control de diecinueve de las veintidós cámaras municipales. Consciente de sus escasas posibilidades, el PAICV se abstuvo de disputar los comicios presidenciales de octubre, permitiendo una fácil reelección para el presidente en ejercicio, Jorge Carlos Fonseca, apoyado por el MpD. Hopffer estuvo dispuesta a dimitir como líder del PAICV después de las dos derrotas consecutivas, pero finalmente se mantuvo en su cargo.
El mandato de Correia como primer ministro se caracterizó por una de las peores sequías de su historia como consecuencia del cambio climático, que afectó a 17.200 familias y dejó la frágil economía caboverdiana cada vez más dependiente del turismo. Luego de un mal año agrícola en 2017 y la pérdida progresiva de ganado, la FAO enlistó a Cabo Verde como un país necesitado de ayuda alimentaria externa. La Unión Europea envió una ayuda de 7 millones de euros para paliar la situación. La sequía continuó durante los años 2018 y 2019. El gobierno firmó acuerdos con el Fondo Monetario Internacional, comprometiéndose a privatizar parcialmente Cabo Verde Airlines, entre otra serie de reformas estructurales. El estallido de la pandemia de COVID-19 y el consecuente colapso de la industria turística devastaron la economía caboverdiana, con el país registrando una recesión histórica de 14,8% para fines del año 2020. Asimismo, la pandemia condujo a que se declarara el estado de emergencia, por primera vez en la historia del país, y que se suspendieran los vuelos a varios países.
En ese contexto, las elecciones municipales de octubre de 2020 resultaron en un retroceso para el oficialismo. Aunque el MpD volvió a ser la fuerza más votada y ganó en más de la mitad de los municipios, su diferencia con el PAICV se recortó en casi once puntos y la oposición obtuvo la victoria en varios distritos clave, incluyendo la capital, Praia. También perdió la mayoría absoluta en las cámaras de São Vicente, donde se vio marginado por un acuerdo entre el PAICV y la UCID, y Santa Catarina de Santiago.

## Reglas electorales

### Sistema electoral
La Asamblea Nacional, órgano legislativo unicameral de Cabo Verde, es elegida por un sistema de escrutinio proporcional plurinominal con listas cerradas en representación de la población de Cabo Verde, con 6 de sus 72 escaños reservados para la diáspora caboverdiana, para un mandato máximo de cinco años. El país se encuentra dividido en diez distritos, con entre dos y diecinueve escaños cada una distribuidos de acuerdo a su población. Los seis escaños representativos de la diáspora se eligen en tres circunscripciones, representando una a África, una a América y otra a Europa y el Resto del Mundo, todas con dos escaños cada una. La distribución de bancas se hace por sistema D'Hondt. Las elecciones son administradas por la Comisión Nacional Electoral (CNE). Al tener Cabo Verde un sistema de gobierno semipresidencial, la Asamblea Nacional aprueba o rechaza el nombramiento del primer ministro, jefe de gobierno del país. En la práctica, el partido con mayoría en la Asamblea ha encabezado el gobierno.
Todos los ciudadanos caboverdianos mayores de dieciocho años que no se encuentren bajo tutela especial, hayan sido declarados mentalmente inhábiles o se encuentren bajo una condena penal tienen derecho a votar y ser elegidos diputados de la Asamblea Nacional. El voto no es obligatorio. Los miembros del gobierno, jueces, diplomáticos, integrantes de las fuerzas armadas en servicio activo, miembros del Consejo de la República (con la sola excepción del presidente de la Asamblea Nacional, que en sí mismo debe ser un diputado electo) y los integrantes de la CNE están inhabilitados para presentarse como candidatos. Los partidos políticos deben presentar listas con tantos candidatos como escaños a cubrir en la circunscripción que disputan en un período de cuarenta y o cincuenta días antes de la realización de las elecciones.

### Cargos por circunscripción
| Circunscripción | Circunscripción | Circunscripción         | Diputados |
| --------------- | --------------- | ----------------------- | --------- |
| 1.ª             | Santo Antão     | Santo Antão             | 6         |
| 2.ª             | São Vicente     | São Vicente             | 10        |
| 3.ª             | São Nicolau     | São Nicolau             | 2         |
| 4.ª             | Sal             | Sal                     | 4         |
| 5.ª             | Boa Vista       | Boa Vista               | 2         |
| 6.ª             | Maio            | Maio                    | 2         |
| 7.ª             | Santiago Sul    | Santiago Sul            | 19        |
| 8.ª             | Santiago Norte  | Santiago Norte          | 14        |
| 9.ª             | Fogo            | Fogo                    | 5         |
| 10.ª            | Brava           | Brava                   | 2         |
| 11.ª            | Diáspora        | África                  | 2         |
| 12.ª            | Diáspora        | América                 | 2         |
| 13.ª            | Diáspora        | Europa e Resto do Mundo | 2         |
| Total           | Total           | Total                   | 72        |

## Partidos participantes
| Partido | Partido                                            | Sigla | Líder                   | Eslogan                                             | Eslogan                                                 | Circunscripciones disputadas | Circunscripciones disputadas | Circunscripciones disputadas | Circunscripciones disputadas | Circunscripciones disputadas | Circunscripciones disputadas | Circunscripciones disputadas | Circunscripciones disputadas | Circunscripciones disputadas | Circunscripciones disputadas | Circunscripciones disputadas | Circunscripciones disputadas | Circunscripciones disputadas |
| Partido | Partido                                            | Sigla | Líder                   | Portugués                                           | Español                                                 | 1.ª                          | 2.ª                          | 3.ª                          | 4.ª                          | 5.ª                          | 6.ª                          | 7.ª                          | 8.ª                          | 9.ª                          | 10.ª                         | 11.ª                         | 12.ª                         | 13.ª                         |
| ------- | -------------------------------------------------- | ----- | ----------------------- | --------------------------------------------------- | ------------------------------------------------------- | ---------------------------- | ---------------------------- | ---------------------------- | ---------------------------- | ---------------------------- | ---------------------------- | ---------------------------- | ---------------------------- | ---------------------------- | ---------------------------- | ---------------------------- | ---------------------------- | ---------------------------- |
|         | Movimiento para la Democracia                      | MpD   | Ulisses Correia e Silva | «Cabo Verde no caminho seguro»                      | «Cabo Verde en el camino seguro»                        | Sí                           | Sí                           | Sí                           | Sí                           | Sí                           | Sí                           | Sí                           | Sí                           | Sí                           | Sí                           | Sí                           | Sí                           | Sí                           |
|         | Partido Africano de la Independencia de Cabo Verde | PAICV | Janira Hopffer Almada   | «Cabo Verde Para Todos»                             | «Cabo Verde Para Todos»                                 | Sí                           | Sí                           | Sí                           | Sí                           | Sí                           | Sí                           | Sí                           | Sí                           | Sí                           | Sí                           | Sí                           | Sí                           | Sí                           |
|         | Unión Caboverdiana Independiente y Democrática     | UCID  | António Monteiro        | «Basta dos Mesmos! Somos Opção! SiM!»               | «¡Basta de los Mismos! ¡Somos Opción! ¡Sí!»             | Sí                           | Sí                           | Sí                           | Sí                           | Sí                           | Sí                           | Sí                           | Sí                           | Sí                           | Sí                           | Sí                           | Sí                           | Sí                           |
|         | Partido del Trabajo y la Solidaridad               | PTS   | Claudio Sousa           | «Nha Povu, Nha Luta. Novos Tempos, Novos Caminhos!» | «Un Pueblo, Una Lucha. Nuevos Tiempos, Nuevos Caminos!» | No                           | Sí                           | No                           | No                           | No                           | No                           | Sí                           | Sí                           | No                           | No                           | Sí                           | Sí                           | Sí                           |
|         | Partido Popular                                    | PP    | Amândio Barbosa Vicente | «Por uma política diferente»                        | «Por una política diferente»                            | No                           | No                           | No                           | No                           | Sí                           | No                           | Sí                           | Sí                           | No                           | No                           | Sí                           | Sí                           | Sí                           |
|         | Partido Social Demócrata                           | PSD   | João Além               | «Mudar Cabo Verde e dignificar o homem»             | «Cambiar Cabo Verde y dignificar al hombre»             | No                           | No                           | No                           | No                           | No                           | No                           | Sí                           | Sí                           | No                           | No                           | Sí                           | Sí                           | No                           |

## Campaña
El Movimiento para la Democracia hizo campaña con el eslogan «Cabo Verde en el camino seguro», presentando un manifiesto con 71 páginas. Correia resaltó que, a pesar de las numerosas adversidades que enfrentó el país en los cinco años anteriores, él y su partido podían defender una gestión de gobierno exitosa y que, con un escenario de recuperación y normalidad, se podría lograr más. El MpD apostó por la diversificación económica y, dentro de la industria turística (representante de un 25% del PIB de Cabo Verde), adoptar «nuevos mecanismos para no quedarnos solo en el sol y en la playa». El partido se comprometió a erradicar la pobreza extrema para 2026 y la pobreza absoluta para 2030. Con respecto a las críticas recibidas por la oposición sobre su política de transportes, Correia declaró que su gobierno «no tendría problema» en nacionalizar Cabo Verde Airlines para salvar trescientos puestos de trabajo de ser necesario.
Por su parte, el Partido Africano de la Independencia de Cabo Verde, principal formación opositora, tuvo como lema «Cabo Verde Para Todos» y centró su discurso en «reducir la maquinaria del gobierno», propuso reducir el número de diputados y otras estructuras públicas, afirmando que las instituciones públicas del país eran demasiado grandes para un país pequeño como Cabo Verde. Almada declaró que tales recursos debían aplicarse para fortalecer «la educación, la salud, la vivienda, la seguridad, el transporte, la justicia y otros bienes esenciales». Criticó las políticas del gobierno y llamó a la renegociación del contrato por la privatización Cabo Verde Airlines, describiendo la política de transportes no solo como una cuestión financiera sino, «de estrategia y soberanía». En materia de seguridad, señaló que el aumento de la delincuencia no provenía de la pobreza, sino de la desigualdad social, y que lo necesario para combatirla era una fuerte inversión en educación ciudadana y formación cívica. Defendió la descentralización y regionalización de la política y del mismo modo, de las fuerzas de seguridad. En términos de salud, el partido describió como uno de sus principales objetivos lograr que el 70% de los caboverdianos estuviesen vacunados para octubre de 2021.
Entre los terceros partidos, la Unión Caboverdiana Independiente y Democrática era el único que disputaba todas las circunscripciones. António Monteiro, líder del partido, criticó el sistema bipartidista entre el MpD y el PAICV, considerando que las mayorías absolutas de ambos daban demasiado poder a los gobiernos de turno, impidiendo «el desarrollo armonioso de la nación», y llamó a votar por un «parlamento equilibrado». Su eslogan fue «¡Basta de los mismos! ¡Somos opción!». Consideró como sus principales metas a corto plazo triunfar en São Vicente y obtener representación en Santo Antão. Del mismo modo, el partido consideró que su principal objetivo para las elecciones era que ni el MpD ni el PAICV lograran la mayoría. Montéiro declaró que, en caso de que se diera ese escenario, la UCID buscaría formar un gobierno de coalición o simplemente apoyar un gobierno minoritario encabezado por el partido más votado «en respeto a la voluntad popular», aunque en el marco de acuerdos, apuntando a la regionalización del país como un punto de partida para negociaciones con otros partidos.
Los demás partidos minoritarios compitieron solo en las circunscripciones más pobladas y las representativas de la diáspora. El Partido del Trabajo y la Solidaridad, cuyo presidente interino al momento de las elecciones era Cláudio Sousa, llamó a construir «una nueva realidad política» y pidió la diversificación económica para alejar al país de la dependencia del turismo, empezando por el sector primario. El izquierdista Partido Popular, que había logrado el tercer puesto en Boavista en las elecciones municipales, tuvo un punto de vista similar, rechazando también las privatizaciones llevadas a cabo por el gobierno. También propuso abolir los distritos electorales plurinominales y reemplazarlos por un sistema de circunscripciones uninominales para «que la gente pueda elegir a las personas que mejor representan sus intereses y sus derechos», además de una reducción del número de diputados. El Partido Social Demócrata, presidido por Jõao Além, sostuvo que el crecimiento de un nuevo partido «ayudaría a consolidar la democracia caboverdiana», y puso énfasis en «acabar con la impunidad» y «obligar a los hombres a trabajar en lugar de mendigar».

## Resultados

### Resultado general

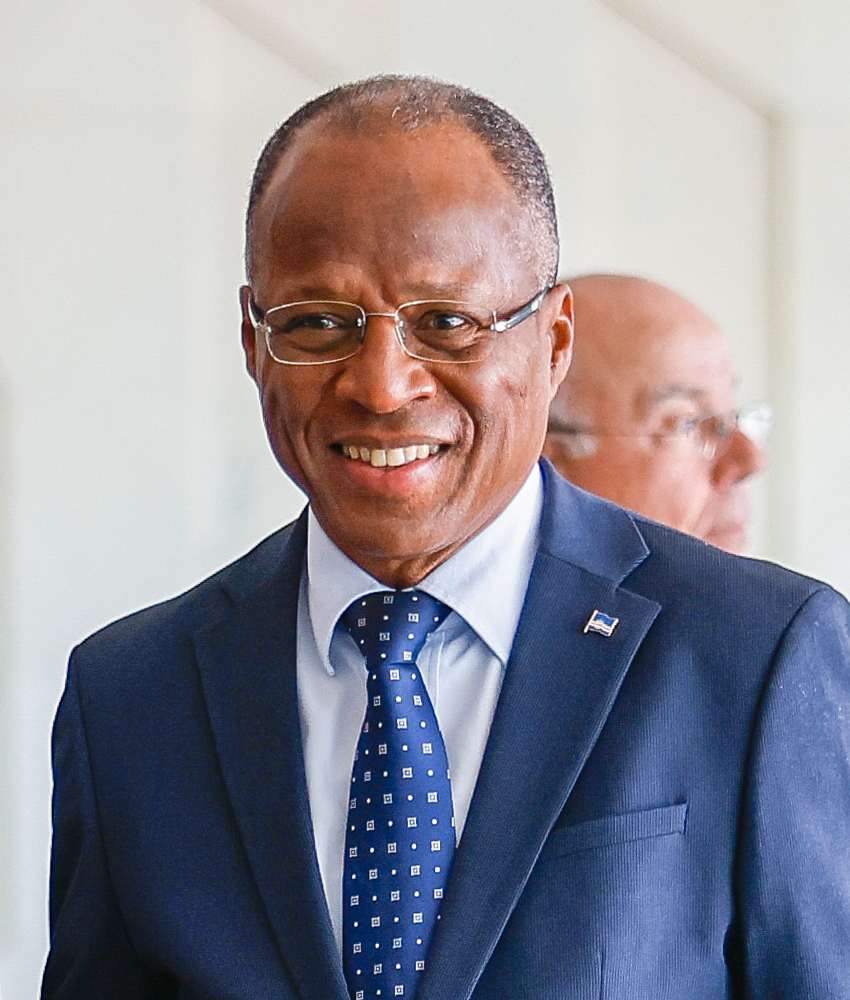
Ulisses Correia e Silva llevó al MpD a un segundo triunfo consecutivo.

El resultado fue una victoria holgada para el Movimiento para la Democracia que logró el 50,02% de los votos válidamente emitidos y una mayoría absoluta de 38 escaños. No obstante, el partido sufrió un retroceso en su porcentaje de votos y perdió dos diputados, compartiendo con la victoria del PAICV en 2011 (también con 38 escaños) la distinción de la mayoría más ajustada desde la democratización. El retroceso en escaños provino de São Vicente, donde su margen de victoria se recortó a la mitad, y en Fogo, la única circunscripción nacional donde resultó derrotado (aunque por una diferencia inferior a 200 votos). Sus victorias más holgadas fueron en Brava, donde de hecho amplió su margen de victoria de menos de un punto a veinte puntos, y en Santo Antão. A pesar de que mejoró sus resultados, el Partido Africano de la Independencia de Cabo Verde resultó derrotado por segunda vez consecutiva y se vio estancado en sus resultados con respecto a las elecciones municipales de 2020, con el 39,55% de los votos, a pesar de que logró recuperar Fogo (donde había perdido por primera vez en 2016) y obtener como consecuencia un escaño más (alcanzando 30). Sus mayores victorias se dieron en las tres circunscripciones de la diáspora, (África, América y Europa e Resto do Mundo, esta última habiéndola perdido en 2016). La polarización entre los dos partidos cayó de un 92,64% a un 89,57% del voto válido, la primera vez desde la democratización de Cabo Verde que el voto a los dos principales partidos caía por debajo del 90%.
Entre los terceros partidos, la Unión Caboverdiana Independiente y Democrática obtuvo el mejor resultado de su historia, continuando con la racha de crecimiento electoral iniciada en 2006, con un 9,01% de los votos y 4 escaños parlamentarios en São Vicente donde ocupó el segundo lugar y empató en diputados obtenidos con el MpD. Asimismo, estuvo a 500 votos de conseguir un escaño en Sal y a 438 de lograrlo en Santo Antão. Superó también el 10% de los votos en Boavista. Sin embargo, el partido fracasó en su objetivo de obtener representación fuera de São Vicente, continuó muy relegado a la región del Barlovento (donde recibió el 78% de sus votos) y no alcanzó los 5 escaños requeridos para formar un grupo parlamentario propio en la legislatura entrante. El Partido del Trabajo y la Solidaridad, que había sido «revidido» con el liderazgo de Claudio Sousa, fracasó en acceder al parlamento con solo un 0,93% de los votos. El Partido Popular no pudo reeditar su buen resultado municipal en Boavista debido a la binominalidad de la elección (con solo dos escaños en disputa) y recibió solo el 2,93%. Sus resultados en los demás distritos que disputó lo dejaron en quinto puesto con el 0,34% (exactamente el mismo porcentaje con 21 votos absolutos menos que en 2016). El Partido Social Demócrata logró 271 votos y se ubicó en último lugar, a pesar de que se trató de su primer crecimiento en votos desde 2006.
La abstención electoral se incrementó considerablemente respecto a las anteriores elecciones, con un 42,57% de los caboverdianos registrados no acudiendo a votar (una caída de 8,54% en la participación). El total de caboverdianos residentes en el país que no votaron fue de 131.889, mientras que 31.819 registrados en la diáspora no votaron. Se estimó que la mayoría de los votantes que se abstuvieron eran jóvenes, que no se sentían identificados con los partidos políticos en disputa, y a la «desconexión» del bipartidismo imperante con respecto a los problemas de la sociedad civil.
|  | 50.02 % |

|  | 39.55 % |

|  | 9.01 % |

|  | 0.93 % |

|  | 0.34 % |

|  | 0.12 % |

|  | 97.63 % |

|  | 1.04 % |

|  | 1.32 % |

|  | 100.00 % |

|  | 57.43 % |

### Resultado por distrito electoral
| Circunscripción | Circunscripción         | Circunscripción |         |        |      |        |        |      |        |        |      |       |       |      | PP    | PP    | PP   |       |       |      |
| Circunscripción | Circunscripción         | Circunscripción | Votos   | %      | Esc. | Votos  | %      | Esc. | Votos  | %      | Esc. | Votos | %     | Esc. | Votos | %     | Esc. | Votos | %     | Esc. |
| --------------- | ----------------------- | --------------- | ------- | ------ | ---- | ------ | ------ | ---- | ------ | ------ | ---- | ----- | ----- | ---- | ----- | ----- | ---- | ----- | ----- | ---- |
| 1.ª             | Santo Antão             | 6               | 12.133  | 58,28% | 4    | 6.089  | 29,25% | 2    | 2.596  | 12,47% | 0    | —     | —     | —    | —     | —     | —    | —     | —     | —    |
| 2.ª             | São Vicente             | 10              | 11.752  | 38,22% | 4    | 7.905  | 25,71% | 2    | 10.815 | 35,17% | 4    | 279   | 0,91% | 0    | —     | —     | —    | —     | —     | —    |
| 3.ª             | São Nicolau             | 2               | 3.128   | 56,78% | 1    | 1.939  | 35,20% | 1    | 442    | 8,02%  | 0    | —     | —     | —    | —     | —     | —    | —     | —     | —    |
| 4.ª             | Sal                     | 4               | 6.659   | 57,68% | 3    | 3.165  | 27,41% | 1    | 1.721  | 14,91% | 0    | —     | —     | —    | —     | —     | —    | —     | —     | —    |
| 5.ª             | Boa Vista               | 2               | 2.023   | 44,30% | 1    | 1.951  | 42,72% | 1    | 459    | 10,05% | 0    | —     | —     | —    | 134   | 2,93% | 0    | —     | —     | —    |
| 6.ª             | Maio                    | 2               | 1.888   | 57,61% | 1    | 1.174  | 35,83% | 1    | 215    | 6,56%  | 0    | —     | —     | —    | —     | —     | —    | —     | —     | —    |
| 7.ª             | Santiago Sul            | 19              | 31.157  | 49,80% | 10   | 28.323 | 45,27% | 9    | 1.519  | 2,43%  | 0    | 1.034 | 1,65% | 0    | 362   | 0,58% | 0    | 166   | 0,27% | 0    |
| 8.ª             | Santiago Norte          | 14              | 25.981  | 55,50% | 8    | 18.995 | 40,58% | 6    | 964    | 2,06%  | 0    | 598   | 1,28% | 0    | 181   | 0,39% | 0    | 90    | 0,19% | 0    |
| 9.ª             | Fogo                    | 5               | 7.366   | 48,52% | 2    | 7.563  | 49,82% | 3    | 251    | 1,65%  | 0    | —     | —     | —    | —     | —     | —    | —     | —     | —    |
| 10.ª            | Brava                   | 2               | 1.450   | 58,40% | 1    | 941    | 38,14% | 1    | 76     | 3,08%  | 0    | —     | —     | —    | —     | —     | —    | —     | —     | —    |
| 11.ª            | África                  | 2               | 1.471   | 47,64% | 1    | 1.510  | 48,90% | 1    | 51     | 1,65%  | 0    | 27    | 0,87% | 0    | 15    | 0,49% | 0    | 14    | 0,45% | 0    |
| 12.ª            | América                 | 2               | 1.653   | 33,53% | 1    | 3.146  | 63,85% | 1    | 96     | 1,95%  | 0    | 16    | 0,32% | 0    | 13    | 0,26% | 0    | 3     | 0,03% | 0    |
| 13.ª            | Europa e Resto do Mundo | 2               | 3.550   | 40,53% | 1    | 4.450  | 50,80% | 1    | 591    | 6,75%  | 0    | 111   | 1,27% | 0    | 57    | 0,65% | 0    | —     | —     | —    |
| Total           | Total                   | 72              | 110.121 | 50,02% | 38   | 87.063 | 39,55% | 30   | 19.834 | 9,01%  | 4    | 2.088 | 0,93% | 0    | 756   | 0,34% | 0    | 271   | 0,12% | 0    |

### Diputados electos
| Distrito electoral | Distrito electoral      | Partido | Partido | Diputado                                    |
| ------------------ | ----------------------- | ------- | ------- | ------------------------------------------- |
| Santo Antão        | Santo Antão             |         | MpD     | Jorge Pedro Maurício dos Santos             |
| Santo Antão        | Santo Antão             |         | MpD     | Angela Maria Lopez Gomes                    |
| Santo Antão        | Santo Antão             |         | MpD     | Damião da Cruz Medina                       |
| Santo Antão        | Santo Antão             |         | MpD     | Amindo João da Luz                          |
| Santo Antão        | Santo Antão             |         | PAICV   | Rosa Lopes Rocha                            |
| Santo Antão        | Santo Antão             |         | PAICV   | Albertino Baptista Mota                     |
| São Vicente        | São Vicente             |         | MpD     | Paulo Augusto Rocha                         |
| São Vicente        | São Vicente             |         | MpD     | Mircéia Isidora Araújo Delgado Rocha        |
| São Vicente        | São Vicente             |         | MpD     | João da Luz Gomes                           |
| São Vicente        | São Vicente             |         | MpD     | Maria Santos Lopes Trigueiros               |
| São Vicente        | São Vicente             |         | UCID    | António Delgado Monteiro                    |
| São Vicente        | São Vicente             |         | UCID    | Zilda Helena Pinheiro Pires de Oliveira     |
| São Vicente        | São Vicente             |         | UCID    | Amadeu Fortes Oliveir                       |
| São Vicente        | São Vicente             |         | UCID    | Dora Oriana Gomes Pires                     |
| São Vicente        | São Vicente             |         | PAICV   | Josina de Fátima Freitas dos Santos Fortes  |
| São Vicente        | São Vicente             |         | PAICV   | João do Carmo Brito Soares                  |
| São Nicolau        | São Nicolau             |         | MpD     | Nelson Do Rosário de Brito                  |
| São Nicolau        | São Nicolau             |         | PAICV   | Hipólito Barreto Gomes Dos Reis             |
| Sal                | Sal                     |         | MpD     | Janine Tatiana Santos Lélis                 |
| Sal                | Sal                     |         | MpD     | Carlos Jorge Duarte Santos                  |
| Sal                | Sal                     |         | MpD     | Georgina Maria Duarte Gemié                 |
| Sal                | Sal                     |         | PAICV   | Démis Roque Silva de Sousa Lobo Almeid      |
| Boa Vista          | Boa Vista               |         | MpD     | Elizabete dos Santos Évora                  |
| Boa Vista          | Boa Vista               |         | PAICV   | Walter Emanuel da Silva Évora               |
| Maio               | Maio                    |         | MpD     | Joana Gomes Rosa Amado                      |
| Maio               | Maio                    |         | PAICV   | Edson Valdir Monteiro Alves Rosa            |
| Santiago Sul       | Santiago Sul            |         | MpD     | José Ulisses de Pina Correia e Silva        |
| Santiago Sul       | Santiago Sul            |         | MpD     | Filomena Mendes Gonçalves                   |
| Santiago Sul       | Santiago Sul            |         | MpD     | Fernando Elisio Leboucher Freire de Andrade |
| Santiago Sul       | Santiago Sul            |         | MpD     | Olavo Avelino Garcia Correia                |
| Santiago Sul       | Santiago Sul            |         | MpD     | Edna Manuela Miranda de Oliveira            |
| Santiago Sul       | Santiago Sul            |         | MpD     | Alberto Augusto de Melo Lima Filho          |
| Santiago Sul       | Santiago Sul            |         | MpD     | Gilberto Correia Carvalho Silva             |
| Santiago Sul       | Santiago Sul            |         | MpD     | Isa Filomena Pereira Soares da Costa        |
| Santiago Sul       | Santiago Sul            |         | MpD     | Paulo Jorge Lima Veiga                      |
| Santiago Sul       | Santiago Sul            |         | MpD     | Alcides Monteiro de Pin                     |
| Santiago Sul       | Santiago Sul            |         | PAICV   | Janira Isabel Fonseca Hopffer Almada        |
| Santiago Sul       | Santiago Sul            |         | PAICV   | Rui Mendes Semedo                           |
| Santiago Sul       | Santiago Sul            |         | PAICV   | Julião Correia Varela                       |
| Santiago Sul       | Santiago Sul            |         | PAICV   | Ana Paula Elias Curado da Moeda             |
| Santiago Sul       | Santiago Sul            |         | PAICV   | Carlos Alberto dos Santos Tavares           |
| Santiago Sul       | Santiago Sul            |         | PAICV   | Carla Solange Fortes Lima                   |
| Santiago Sul       | Santiago Sul            |         | PAICV   | Manuel Lopes de Brito                       |
| Santiago Sul       | Santiago Sul            |         | PAICV   | Fidel Carlos Cardoso de Pina                |
| Santiago Sul       | Santiago Sul            |         | PAICV   | Adélsia de Jesus Almeida Duarte             |
| Santiago Norte     | Santiago Norte          |         | MpD     | Austelino Tavares Correia                   |
| Santiago Norte     | Santiago Norte          |         | MpD     | Carmen Nancy Ferreira Martins               |
| Santiago Norte     | Santiago Norte          |         | MpD     | Abraão Aníbal Fernandes Barbosa Vicente     |
| Santiago Norte     | Santiago Norte          |         | MpD     | Celso Hermínio Soares Ribeiro               |
| Santiago Norte     | Santiago Norte          |         | MpD     | Anilda Ineida Monteiro Tavares              |
| Santiago Norte     | Santiago Norte          |         | MpD     | Francisco Natalino Fortes Dias Sanche       |
| Santiago Norte     | Santiago Norte          |         | MpD     | José Eduardo Mendes da Lomba Moreno         |
| Santiago Norte     | Santiago Norte          |         | MpD     | Isa Maria Gomes Miranda Monteiro            |
| Santiago Norte     | Santiago Norte          |         | PAICV   | João Baptista Correia Pereira               |
| Santiago Norte     | Santiago Norte          |         | PAICV   | Carla Santos de Carvalho Ramos Cardoso      |
| Santiago Norte     | Santiago Norte          |         | PAICV   | Armindo Freitas Correia                     |
| Santiago Norte     | Santiago Norte          |         | PAICV   | Carlos Tavares Rodrigues                    |
| Santiago Norte     | Santiago Norte          |         | PAICV   | Eveline Nair Monteiro Ramos                 |
| Santiago Norte     | Santiago Norte          |         | PAICV   | António Alberto Mendes dos Santos Fernandes |
| Fogo               | Fogo                    |         | PAICV   | Eva Verona Teixeira Andrade Ortet           |
| Fogo               | Fogo                    |         | PAICV   | Luís Joaquim Gonçalves Pires                |
| Fogo               | Fogo                    |         | PAICV   | Carlos Fernandinho Teixeira                 |
| Fogo               | Fogo                    |         | MpD     | Filipe Alves Gomes dos Santos               |
| Fogo               | Fogo                    |         | MpD     | Vanuza Francisca Correia Texeira Barbosa    |
| Brava              | Brava                   |         | MpD     | Fernanda Fidalgo de Pina Burgo              |
| Brava              | Brava                   |         | PAICV   | Clóvis Isildo Barbosa da Lomba da Silva     |
| Diáspora           | África                  |         | PAICV   | Mário Celso Alves Teixeira                  |
| Diáspora           | África                  |         | MpD     | Orlando Pereira Dias                        |
| Diáspora           | América                 |         | PAICV   | Alberto Alves                               |
| Diáspora           | América                 |         | MpD     | Maria de Fátima Tavares Silva Moreira Wrigh |
| Diáspora           | Europa e Resto do Mundo |         | PAICV   | Francisco Correia Pereira                   |
| Diáspora           | Europa e Resto do Mundo |         | MpD     | Emanuel Alberto Duarte Barbosa              |